# أشتون يونايتد
أشتون يونايتد هو نادي كرة قدم بريطاني أٌسس عام 1878. يلعب النادي في دوري الشمال الممتاز.